# Aphaenogaster cecconii
Aphaenogaster cecconii är en myrart som beskrevs av Carlo Emery 1894. Aphaenogaster cecconii ingår i släktet Aphaenogaster och familjen myror. Inga underarter finns listade i Catalogue of Life.